# Robert De Niro
Robert De Niro [denyrou] (* 17. srpna 1943 New York) je americký herec. Za postavu Vita Corleoneho ve filmu Kmotr II (roli, kterou před ním hrál Marlon Brando) a za ztvárnění boxerské hvězdy La Motty ve filmu Zuřící býk režiséra Martina Scorseseho získal ocenění Americké filmové akademie Oscar. Právě díky spolupracím s Martinem Scorsesem se zřejmě proslavil a získal nejvíce ocenění. Do rolí drsných mužů byl obsazován i v dalších úspěšných filmech (Angel Heart, Taxikář, Neúplatní, Mafiáni, Mys hrůzy, Casino). Mimo to často hraje také v komediích jako je Fotr je lotr (2000), Stážista (2015) nebo Terapie láskou (2012), za kterou byl nominován na Oscara ve vedlejší roli. Do češtiny jej nejčastěji dabují Jaromír Meduna a Petr Pospíchal.
Mimo filmových ocenění je i držitelem Prezidentské medaile svobody (vyznamenán Barackem Obamou v roce 2016) a ocenění Kennedyho centra za celoživotní přispění americké kultuře.
Narodil se 17. srpna 1943 na Manhattanu v New Yorku jako jediné dítě malířky Virginie Admiral a jejího partnera Roberta De Nira staršího. Ten měl irské a italské předky, zatímco Virginia měla nizozemské a britské kořeny. Rozešli se, když byly jejich synovi dva roky poté, co Robert De Niro starší přiznal, že je gay. Syna pak vychovávala Virginia převážně sama a s otcem si Robert De Niro údajně udržel dobrý vztah. Již v mládí se De Niro začal zajímat o herectví a v deseti letech si poprvé zahrál ve školní divadelní hře.
V roce 1976 se De Niro oženil s americkou zpěvačkou a herečkou Diahnne Abbot, se kterou si zahrál ve filmu Taxikář. Adoptoval Diahnninu dceru z předchozího vztahu a poté spolu měli ještě syna Raphaela. V roce 1988 se pak rozvedli. Mezi lety 1988 a 1996 byla jeho partnerkou modelka Toukie Smith, se kterou měl pomocí náhradní matky dvojčata Juliana a Aarona. V roce 1997 si vzal Grace Hightower, se kterou byli manželé až do roku 2018.

## Filmografie (výběr)
- 1970 – Ahoj, mami!
- 1975 – Kmotr II (Oscar za nejlepší mužský herecký výkon ve vedlejší roli)
- 1976 – Taxikář
- 1978 – Lovec jelenů (nominace na Oscara – nejlepší herec)
- 1981 – Zuřící býk (Oscar za nejlepší mužský herecký výkon v hlavní roli)
- 1984 – Zamilovat se
- 1984 – Tenkrát v Americe
- 1986 – Mise
- 1987 – Neúplatní
- 1988 – Půlnoční běh
- 1990 – Mafiáni
- 1990 – Čas probuzení
- 1991 – Mys hrůzy
- 1993 – Vzteklej pes a Glorie
- 1994 – Frankenstein
- 1994 – Příběh z Bronxu
- 1995 – Casino
- 1997 – Vrtěti psem
- 1997 – Jackie Brownová
- 1997 – Země policajtů
- 1998 – Fanatik
- 1998 – Ronin
- 1999 – Přeber si to
- 2000 – Fotr je lotr
- 2001 – 15 minut
- 2001 – Hodina pravdy
- 2002 – Showtime
- 2002 – Přeber si to znovu
- 2004 – Příběh žraloka
- 2004 – Jeho fotr, to je lotr!
- 2006 – Kauza CIA
- 2007 – Hvězdný prach
- 2009 – Všichni jsou v pohodě
- 2010 – Fotři jsou lotři
- 2011 – Elitní zabijáci
- 2011 – Všemocný
- 2011 – Šťastný Nový rok
- 2011 – Věk na lásku
- 2012 – V tátově stínu
- 2012 – Terapie láskou
- 2012 – Freelancers
- 2012 – Červená světla
- 2013 – Criminal Justice (seriál)
- 2013 – Frajeři ve Vegas
- 2013 – Mafiánovi
- 2013 – Sezóna zabíjení
- 2013 – Špinavý trik
- 2013 – Velká svatba
- 2013 – Zpátky do ringu
- 2015 – Joy
- 2015 – Stážista
- 2015 – Bus 657
- 2016 – Děda je lotr
- 2019 – Joker
- 2019 – Irčan
- 2020 – Děda, postrach rodiny
- 2022 – Amsterdam
- 2023 – Zabijáci rozkvetlého měsíce
- 2023 – Pappa Mia!